# Argiope (Tochter des Teuthras)
Argiope (altgriechisch Ἀργιόπη Argiópē [argiópɛː]) ist in der griechischen Mythologie die Tochter von Teuthras, König von Teuthranien. Gemäß Diodor war sie die Gemahlin des Telephos, der hierdurch Nachfolger des Teuthras wurde.